# 中国铁道出版社
中国铁道出版社（原名人民铁道出版社）于1951年成立，是中华人民共和国铁道部直属的中央级出版社，20世纪80年代初实行事业单位企业化管理。

## 组织机构[2]
- 运输经济编辑部
- 机车车辆编辑部
- 工务电务编辑部
- 教材编辑部
- 站车文化编辑部
- 计算机图书编辑部
- 网络及电子音像编辑部
- 工程建设编辑部
- 综合编辑部
- 铁路文化编辑部
- 图书装帧设计编辑部
- 总编办公室